# Love Wedding Repeat
Pour plus de détails, voir Fiche technique et Distribution.
Love Wedding Repeat est un film italo-britannique réalisé par Dean Craig, sorti en 2020. Il s'agit d'un remake du film français Plan de table de Christelle Raynal sorti en 2012.

## Synopsis
Le film montre différentes versions possibles d'un même mariage à Rome.

## Fiche technique
- Titre original britannique : Love Wedding Repeat
- Titre italien : Un amore e mille matrimoni
- Réalisation : Dean Craig
- Scénario : Dean Craig
- Photographie : Hubert Taczanowski
- Montage : Christian Sandino-Taylor
- Production : Guglielmo Marchetti et Piers Tempest
- Société de production : Notorious Pictures et Tempo Productions Limited
- Pays :  Royaume-Uni et  Italie
- Genre : Comédie romantique
- Durée : 100 minutes
- Date de sortie : 
  - Netflix : 10 avril 2020

## Distribution
- Sam Claflin (VF : Anatole de Bodinat) : Jack
- Olivia Munn (VF : Léovanie Raud) : Dina
- Freida Pinto (VF : Aurélie Konaté) : Amanda
- Eleanor Tomlinson (VF : Adeline Moreau) : Hayley
- Joel Fry (VF : Mike Fédée) : Bryan
- Jack Farthing (VF : Julien Allouf) : Marc
- Tim Key (VF : Guillaume Lebon) : Sidney
- Allan Mustafa (VF : Guillaume Beaujolais) : Chaz
- Aisling Bea (VF : Armelle Gallaud) : Rebecca
- Paolo Mazzarelli (VF : Mario Bastelica) : Vitelli
- Simonetta Solder : Sophia
- Tiziano Caputo : Roberto
- Stefano Patti (VF : Jean-Marco Montalto) : le témoin de Roberto
- Giusi Merli : Grand-mère
- Francesca Rocco : Cristina
- Achille Brugnini : le prêtre
- Alexander Forsyth (VF : Nicolas Duquenoy) : Greg
- Christian Hillborg : Olof
- Penny Ryder : l'oracle

 Source et légende : version française (VF) sur RS Doublage

## Accueil
Le film a reçu un accueil mitigé de la critique. Il obtient un score moyen de 41 % sur Metacritic.